# Les Mangeurs d'oiseaux anonymes
Pour plus de détails, voir Fiche technique et Distribution.
Les Mangeurs d'oiseaux anonymes (Birds Anonymous) est un court métrage d'animation des studios Warner Bros. Cartoons faisant partie des Merrie Melodies avec en vedette Titi et Grosminet. Il est réalisé par Friz Freleng en 1957 d'après un scénario de Warren Foster et a été récompensé par un Oscar du meilleur court métrage d'animation l'année suivante.
Ce film est une référence aux mélodrames des années 50 sur l'abus de drogues et ses groupes d'entraide tels que les Alcooliques anonymes.

## Synopsis
Sylvestre parvient, en fermant les stores, à attraper Titi. C'est alors qu'il est interrompu par un autre chat pourpre, à la fois timide et savant. Il lui explique que ses envies continues de dévorer le canari représentent un signe de faiblesse personnelle profonde, et que la seule façon pour lui de surmonter cette faiblesse est d'arrêter définitivement cette dépendance. Croyant qu'il a besoin de secours, Sylvestre rejoint fièrement le collectif des « mangeurs d'oiseaux anonymes », réunissant les chats qui veulent surmonter leur dépendance aux oiseaux. Cependant, cette volonté commence à se dissiper après une courte période, principalement en raison de la tentation constante qu'a pu avoir Sylvestre, qui a toujours vécu dans la même maison que Titi.

## Fiche technique
- Réalisation : Friz Freleng
- Scénario : Warren Foster
- Producteur : Edward Selzer (non crédité)
- Distribution : 1957 : Warner Bros. Pictures (États-Unis, cinéma)
Warner Home Video (2005) (États-Unis, DVD)
Warner Home Video (2008) (États-Unis, DVD)
- Format : 1,37 :1 Technicolor, son mono
- Durée : 7 minutes
- Musique : Carl W. Stalling (non crédité)
- Montage : Treg Brown
- Langue : anglais

### Animation
- Gerry Chiniquy : animateur
- Arthur Davis : animateur (comme Art Davis)
- Virgil Ross : animateur
- Hawley Pratt : directeur artistique
- Boris Gorelick :  artiste arrière-plan

## Musiques
- Bye Bye Blackbird

Musique par Ray Henderson (non crédité)
- Tip-Toe thru' the Tulips with Me

Musique par Joseph A. Burke (non crédité)

## Récompenses
Les mangeurs d'oiseaux anonymes remporté l'Oscar du Meilleur court métrage d'animation en 1957, battant ainsi un autre cartoon de Warner Bros, Pour une poignée de téquila, mettant en scène Speedy Gonzales. Après la mort du producteur Edward Selzer en 1970, la statuette a été transmise à Mel Blanc, qui a déclaré que c'était son dessin animé préféré pour les voix, notamment celle de Sylvestre.